# Tatiana Gousseff
Tatiana Gousseff, née le 30 décembre 1970 à Versailles est une actrice, metteuse en scène, autrice, et voix off française.

## Filmographie

### Cinéma

#### Longs métrages
- 2001 : Voyance et Manigance d'Éric Fourniols : la directrice
- 2001 : 15 août de Patrick Alessandrin
- 2001 : Tanguy d'Étienne Chatiliez : la fille du psy
- 2002 : Ah ! si j'étais riche de Michel Munz et Gérard Bitton : la directrice du loto
- 2003 : Une affaire qui roule d'Éric Veniard : la femme du second restaurateur
- 2003 : Laisse tes mains sur mes hanches de Chantal Lauby : l'assistante du metteur en scène
- 2004 : Je préfère qu'on reste amis... d'Éric Toledano et Olivier Nakache : la 1e femme du 1er speed-dating
- 2005 : Prête-moi ta main d'Éric Lartigau : Francine Lebrun
- 2008 : Erreur de la banque en votre faveur de Michel Munz et Gérard Bitton : "la gendarmette"
- 2013 : Supercondriaque de Dany Boon : l'employée du cinéma
- 2019 : Nous finirons ensemble de Guillaume Canet : Catherine la nounou
- 2019 : Ma famille et le loup d'Adrian Garcia : Tina
- 2019 : La Vérité si je mens ! Les débuts de Michel Munz et Gérard Bitton : la secrétaire du proviseur
- 2021 : 8 Rue de l'Humanité de Dany Boon : caissière superette
- 2023 : Astérix et Obélix : L'Empire du Milieu de Guillaume Canet[2] : Iélosubmarine
- 2023 : BAC+12 de Michel Bulteau : Georgette
- 2023 : La Vie pour de vrai de Dany Boon : Christelle, gérante du Pure Café
- 2023 : L'Homme debout de Florence Vignon : Odile
- 2024 : 14 jours pour aller mieux d'Édouard Pluvieux : France
- 2024 : En tongs au pied de l'Himalaya de John Wax : Jacqueline

#### Courts métrages
- 1991 : Faute d'identité de Khalil Hadjitomas
- 1994 : Mort de rire de Christophe Luthringer
- 1996 : La Séance de cinéma de Pascal Légitimus
- 1998 : Amour, travail, santé d'Antoine Lepoivre : l'astrologue radio
- 2001 : Boomer de Karim Adda : Cindy
- 2001 : Bob le braqueur de Nicolas Goetshel
- 2004 : La Vache qui pleure de Stanislas Carré de Malberg : la chef contractuelle
- 2006 : Tout va bien d'Hervé Hiolle
- 2012 : Ce chien couché à ses pieds de Christel Delahaye
- 2020 : Royal de Baptiste Magontier : Catherine de Médicis
- 2020 : Portrait de famille de Baptiste Magontier

### Télévision
- 1995 : Les Pourquoi de Mr. Pourquoi (série télévisée)
- 1999-2000 : Eva Mag, 20 épisodes de Christian François, Alain Sachs et Agnès Boury (série télévisée) : Solange Kudelski
- 2004 : Le Train de Luc Chalifour et Pierre Leix-Cot (série télévisée) : Marianne Bazir
- 2004 : Courrier du cœur de Christian Faure (téléfilm) : l'experte en art
- 2005-2006 : Totale Impro (série télévisée) : une amie de Noémie
- 2007-2010 :  Sur le fil, saisons 1 à 3 (série télévisée) : Céline Beaumont
- 2011 : Silences d'État de Frédéric Berthe (téléfilm)
- 2011 : Madame Sans-Gêne de Dominique Thiel (téléfilm) :
- 2011-2015 : Doc Martin, saisons 1 à 4 (série télévisée) : Madame Perez
- 2012-2017 : Scènes de ménages de Karim Adda (série télévisée), 3 épisodes : Marie-Catherine
- 2013 : Fais pas ci, fais pas ça, saison 6, épisode 3 Une petite zone de turbulences de Laurent Dussaux : Madame Dumont
- 2014 : Résistance de Miguel Courtois et David Delrieux (mini-série) : Madame Eleck
- 2014 : Le Passager de Jérôme Cornuau, épisodes 1 et 2 (mini-série) : Michelle Longo
- 2014 : Détectives, saison 2, épisode 7 Fantômes de Jean-Marc Rudnicki (mini-série) : Aude Ballard
- 2015 : Parents mode d'emploi - le prime de Marie-Hélène Copti (téléfilm) : la CPE
- 2016 : Parents mode d'emploi - le film de Christophe Campos (téléfilm) : la Principale
- 2016 : Le Mec de la tombe d'à côté d'Agnès Obadia (téléfilm) : Madame Paimpec
- 2017 : Engrenages, saison 6, épisode 1 de Frédéric Jardin (série télévisée) : la radiologue
- 2017-2018 : Clem, 2 épisodes (série télévisée) : la manager, responsable de l'institut
- 2019 : Pour Sarah de Frédéric Berthe (mini-série) : Madame Marpau, infirmière Mathilde
- 2020 : Les Copains d'abord de Denis Imbert, épisode 4 (série télévisée) : la proviseure
- 2020 : Emily in Paris, saison 1, épisodes 1 à 3 (série télévisée) : la boulangère
- 2020-2023 : Tandem, saisons 4 à 7 (série télévisée) : Sabine Mauriac
- 2021 : Tropiques criminels, saison 2, épisode 2 Les Salines de Denis Thybaud (série télévisée) : Elisabeth Castan
- 2021 : L'Enfant de personne d'Akim Isker (téléfilm) : Madame Raynaud
- 2022 : La Faute à Rousseau, saison 2, épisode 3 Inès et le destin d'Octave Raspail (série télévisée) : Docteur Laura Belier
- 2023 : Escort Boys de Ruben Alves (série télévisée) : Madame Chouli
- 2024 : The Walking Dead: Daryl Dixon, saison 2 (série télévisée) : Sabine
- 2024 : Mademoiselle Holmes (Série Télévisée) : Isabelle Richard
- 2024 : Ghost (Série Télévisée) : Elisabeth
- 2024 : Escort Boys (Saison 2) : Madame Choulie
- 2025 : Erica, épisode Le prédicateur : Soizic
- 2026 : Les Farouches de  Christelle Raynal : commissaire Videl

### Scénariste
- 2004 : Faites comme chez vous ! (épisodes 1, 2, 5, 7, 11, 17 coécrits avec Luc Sonzogni). Meilleure série d'avant-soirée au Festival de la fiction TV de Saint Tropez

## Théâtre

### Comédienne
- 1991 : Victor ou les Enfants au pouvoir (Festival d'Avignon Off)
- 1992 : En sortant de l'école - Annie Noël (Théâtre de Montreuil)
- 1996 : T.D.M. 3 - Christian Colin (TGP Saint Denis)
- 1996 : Les Voilà ! - Mise en scène collective (Théâtre Trévise)
- 1997 : Les Voilà ! - Mise en scène collective (Café de la Gare)
- 1999 : Les Voilà ! - Jean-Luc Trotignon (Théâtre du Gymnase)
- 2001 : Madame sans gêne (Tournée) - Alain Sachs
- 2005 : Un jour mon prince viendra  - Fanny Mentré (Comédie Caumartin)
- 2012 : Calamity Jane - Alain Sachs (Théâtre de Paris)
- 2016 : Toc toc - Laurent Baffie (Le Palace)
- 2017 : Toc Toc - Laurent Baffie (la Grande Comédie)
- 2017 : Ma vie en biais - Clair Jaz (Théâtre Arto, Festival d'Avignon off)
- 2018 : Ma vie en Biais - Clair Jaz (Théâtre des grands solistes, Étampes)
- 2018 : Toc toc - Laurent Baffie (Le Palace)
- 2019 : Ma vie en Biais - Clair Jaz (Festival Sous les Paupières des Femmes, Quimperlé)
- 2022-2023 : Lady Agatha - Cristos Mitropoulos, Ali Bougheraba (Théâtre Saint-Georges et tournée).
- 2024 : Lady Agatha - Cristos Mitropoulos, Ali Bougheraba (Théâtre de la Michodière)

### Traductrice
- 2010 : Ma vie en biais (Blown sideways trough life, de Claudia Shear) - Théâtre Arto, Avignon Off 2017
- 2012 : Notre Dame de Perpétuels Donuts (Our Lady of Perpetual Donuts, de Jordan Beswick) - Lucernaire
- 2020 : Imperfect Love, de Brandon Cole.

### Autrice
- 1991 : Dîner de famille (écriture collective) Théâtre du Ranelagh
- 1995-1998 : FIEALD (écritures collectives) Théâtre Trévise
- 1996/1999 : Les Voilà (écriture collective) Café de la Gare / Théâtre du Gymnase
- 2005 : Un jour mon prince viendra (coécrit avec Christophe Bouisse et Fanny Mentré) / Comédie Caumartin
- 2016 : Bien arrivée à Ottawa, création en Bretagne, Théâtre la Flèche en 2019, Canopée - Scène des écriture contemporaine en 2020
- 2023 : Hépatik Girl, co-écrit avec Marie-Claire Neveu. Création au Studio Hébertot dans le cadre du Phénix Festival.

### Metteuse en scène
- 2018 : Bien arrivée à Ottawa création en Bretagne, Théâtre la Flèche en 2019, Canopée - Scène des écriture contemporaine en 2020
- 2019 : Bien arrivée à Ottawa, du 12 octobre au 30 novembre à Paris au Théâtre la Flèche
- 2023 : Hépatik Girl, La Factory , Festival d'Avignon 2023